# Gérard VI de Juliers
Gérard VI de Juliers, né vers 1321, mort en 1360, est par sa femme comte de Ravensberg (1346-1360) et comte de Berg (1348-1360), et de son chef co-duc de Juliers associé à son père, le duc Guillaume V de Juliers. Sa mère est Jeanne de Hainaut.

## Éléments biographiques
Fils aîné du comte Guillaume V de Juliers, il épousa en 1338 Marguerite de Ravensberg-Berg, héritière des deux comtés. Gérard prit la tête du comté de Ravensberg en 1346, celle du comté de Berg en 1348. 
Ces régions appartenaient à une branche collatérale de la maison de Juliers, fondée par le comte Gérard. Les terres de Juliers, Berg et Ravensberg devaient être réunies au XVe siècle en un duché unifié mais des liens étroits entre Berg et Juliers commencèrent a se développer dès le règne de Gérard VI, grâce à des échanges économiques dynamiques. De nouveaux territoires furent par ailleurs acquis : en 1355, il acheta la seigneurie de Hardenberg avec les fiefs de Neviges et Langenberg, puis, en 1358, la ville et l'octroi de Kaiserswerth. En 1359, le comté de Berg entra en possession de Solingen, y compris de la dîme et le droit de patronage, rachetés au Heinrich Oefte (ou Heinrich von Oeft). 

## Mariage et descendance
En 1336, il épouse Marguerite de Ravensberg († en 1389), dont :
- Guillaume II de Berg (1338-1408), d'où la suite des comtes ou ducs de Berg, Ravensberg et Juliers ;
- Élisabeth de Juliers († en 1388), mariée en 1353 au comte Henri V de Waldeck († en 1397) ;
- Marguerite de Juliers († en 1425), mariée en 1369 au comte Adolphe III de La Marck († en 1394 ; héritier de Clèves en 1368), d'où la suite des comtes ou ducs de Clèves et de La Marck (puis de Berg, Ravensberg et Juliers en 1511, à partir de Jean III, époux de Marie de Juliers-Berg-Ravensberg en 1509).

## Succession
Il sera blessé mortellement le 18 mai 1360 par le comte Arnaud de Blankenheim, près de Schleiden et enterré dans la cathédrale d'Altenberg. Son père ne mourra que l'année suivante et le duché de Juliers sera attribué à son frère Guillaume VI, tandis que son fils Guillaume II hérite des domaines de sa mère, Berg et Ravensberg.

## Sources
- Monique Ornato, Répertoire de personnages apparentés à la couronne de France aux XIVe et XVe siècles, Publications de la Sorbonne, 2001.